# Podhradská kotlina
Podhradská kotlina je krajinná oblast (horopisná jednotka) a geomorfologický okrsek o rozloze 18,50 km² v severozápadní části Sečské vrchoviny, součást pohoří Železných hor v regionálním členění georeliéfu (tvaru zemského povrchu) Česka. Leží z hlediska administrativně správního v okrese Chrudim náležejícím do Pardubického kraje.
Krajinná oblast má nepravidelný tvar připomínající ovál. Krajní místa na nejdelší spojnici orientované SSZ – JJV jsou mezi lokalitami Zbyslavec (Míčov-Sušice) a Horními Počátkami (Seč) zhruba 8,6 km vzdálená, v nejširším místě přibližně 3 km mezi Hedvikovem a Skoranovem, částmi města Třemošnice.
Typem georeliéfu sníženina v nadmořských výškách přibližně 310–485 m, ve formě erozně-denudační kotliny obklopené vrcholy Železných hor, je vytvořená na migmatitech a granodioritech železnohorského plutonu (dříve nazývaný nasavrcký). Výrazné je hluboké údolí pod Starým Dvorem typu rokle (soutěsky) protékané Zlatým potokem.
Na vymezených lokalitách je zvláště chráněným územím s evropsky významnou lokalitou Lichnice – Kaňkovy Hory, národní přírodní rezervací Lichnice a národní přírodní památkou Kaňkovy hory. Kromě malého území mezi Podhradím a Prachovicemi je většinou plochy od roku 1991 součástí Chráněné krajinné oblasti Železné hory. Celou plochu Podhradské kotliny překrývá od roku 2012 území Národního geoparku Železné hory.
Horopisem (orografie) tvoří kotlina uzavřenou oblast Kameničskou vrchovinou od severu k jihovýchodu a také na jihu a na západě, od západu k severu Chvaletickou pahorkatinou. Nejníže je situována hladina Zlatého potoka na katastrálním území Třemošnice přibližně na úrovni 310 m n. m., kde potok opouští hluboké Hedvikovské údolí přerušující hlavní hřeben Železných hor mezi vrcholem Kobylí hlava (469,60 m n. m.) a pásmem Kaňkových hor (nejvyšší poloha 560,0 m n. m., již v Kameničské vrchovině).
Nejvyšším bodem Podhradské kotliny s nadmořskou výškou 484,8 m je Prachovický kopec. Česká státní trigonometrická síť uvádí zaměřený trigonometrický bod (č. 27 triangulačního listu 2308) s názvem „Prachovská obec“ a geodetickým označníkem s nivelací 484,82 m n. m., žulový terénní patník leží v zalesněném prostoru u silnice III/33748 v úseku Starý Dvůr – Prachovice.

## Geografie
V geografii Česka leží Podhradská kotlina v nadmořských výškách přibližně od 310 m na úrovni hladiny Zlatého potoka v Třemošnici až po 485 m na vrcholu Prachovického kopce v katastru obce Prachovice.
Krajinnou oblast lze vymezit přibližně obcemi (místy) po jejím obvodu od nejsevernějšího bodu: Jetonice (Honzíkův vrch 508 m n. m.), Míčov-Sušice (západní okraj obce v části Míčov), Prachovice (severovýchodní svah Prachovického kopce), Kraskov (lokalita se Zlatým potokem jihovýchodně od obce), Žďárec u Seče (lokalita Kozina severozápadně od obce), Počátky (Horní Počátky, lokalita Dvorce), Třemošnice (Hedvikov), Podhradí (Lovětínská rokle), Rudov, Zbyslavec a opět Honzíkův vrch u Jetonic.

### Původ názvu
Zeměpisné jméno (oronymum) je odvozeno od sídelní lokality Podhradí, části města Třemošnice, se zříceninou hradu Lichnice, typickou svým reliéfem pro oblast nad tzv. železnohorským zlomem na okraji Sečské vrchoviny, u rozhraní s Chvaletickou pahorkatinou v Železných horách a Čáslavskou kotlinou ve Středolabské tabuli.

### Geomorfologie a přírodní poměry
Geomorfologie řadí Podhradskou kotlinu mezi geomorfologické okrsky v rámci regionálního členění georeliéfu provedeného systémově pro celé území Česka. Řádově nejnižší geomorfologická jednotka se dále nedělí, charakterizuje ji obecně typ georeliéfu se stejným původem povrchových tvarů a s podobnou výškovou polohou. V seznamu geomorfologických jednotek je označena pětimístným indexem IIC-3B-4.
Tvoří skladebnou část geomorfologického podcelku Sečská vrchovina (index IIC-3B) spolu s dalšími třemi geomorfologickými okrsky: Kameničská vrchovina (index IIC-3B-1), Skutečská pahorkatina (index IIC-3B-2) a Stružinecká pahorkatina (index IIC-3B-3). V rámci Sečské vrchoviny sousedí s jejím horopisně nejvyšším geomorfologickým okrskem Kameničská vrchovina.
Z hlediska historie geomorfologického vývoje georeliéfu je Podhradská kotlina součástí geomorfologického celku Železné hory (index IIC-3). Severozápadním okrajem sousedí s jeho podcelkem Chvaletická pahorkatina. Na úpatí Železných hor v katastru Třemošnice se potkává v krátkém úseku s geomorfologickým okrskem Ronovská kotlina, náležejícím do rozsáhlé Čáslavské kotliny ve Středolabské tabuli.
Kotlina protékaná od severu Lovětínským potokem a od jihovýchodu potoky Počáteckým a Zlatým je sevřená vrcholy Sečské vrchoviny s názvy (od severu) Honzíkův vrch (508,1 m n. m.), Na kobylách (533,0 m n. m., Kameničská vrchovina), Prachovický kopec (484,8 m n. m.), Kozí hřbet (539,1 m n. m., Kamenická vrchovina), Bučina (605,4 m n. m., Kameničská vrchovina), Pod Bučinou (541,7 m n. m., Kameničská vrchovina), Kopaniny (505,1 m n. m., Kameničská vrchovina), Na stojánku (490,8 m n. m., Kameničská vrchovina), Na farářství (521,6 m n. m., Kameničská vrchovina), na jihozápadě s částí hlavního hřebene Železných hor s názvem Kaňkovy hory (538,3 - 560,0 m n. m.), od západu vrcholem Kobylí hlava (469,6 m n. m.) a vyvýšeninou se zříceninou hradu Lichnice (504,0 m n. m.), na západě s vrcholem Krkanka (567,8 m n. m., nejvyšší bod Chvaletické pahorkatiny) a svahy v polohách kolem 520 m n. m. na severozápadě.
V oblasti se zříceninou hradu Lichnice je jihozápadní hřbet Železných hor přerušen roklemi, Lovětínskou severně od Podhradí a protékanou stejnojmenným potokem a v jižním směru Hedvikovskou (v turistických mapách uváděno též Hedvičino údolí) se Zlatým potokem. Rokle se skalkami, suťovými poli a balvanitým řečištěm Zlatého potoka se dělí v místě jeho soutoku s bezejmennou vodotečí na část (severní) směřující proti směru jejího toku ke Starému Dvoru a část (východní) proti proudu Zlatého potoka ke Kraskovu se dvěma rybníky Dolní- a Horní Peklo. Hluboká údolí představují kvartérní erozi ve vyzvednuté kře Železných hor.
Přírodní oblast náleží do bukového až jedlobukového vegetačního stupně, zalesněna převážně smrky s příměsí borovice, vyskytují se zde i bukové porosty na menších plochách. Ukázkou bučin a suťových lesů jsou svahy lokalit národní přírodní památky Kaňkovy hory (dříve národní přírodní rezervace) a na území významné geologické lokality Lichnice - Kaňkovy hory.

### Geologie
Geologické podloží tvoří horniny migmatit, granodiorit, v severní části granodiorit až tonalit, v centrální části slepenec, pískovec, prachovec, na svazích Prachovického kopce také tmavé jílovité břidlice a prachovce (siltovce), v oblasti kolem Skoranova křemenec, okrajově jihovýchodně od Kraskova granit, kolem koryt vodotečí smíšený sediment.
Z období karbonu pocházejí jílovce, pískovce a slepence kolem Kraskova, včetně červeně zabarvených sedimentů vzniklých v období pouštního klimatu (300 miliónů let).

#### Významné geologické lokality
- Kraskov (ID 3649).[9]
- Lichnice – Kaňkovy hory (ID 1601).[6]

### Vodstvo
Vodstvo v krajinné oblasti náleží do povodí řeky Labe. Z kotliny odvádí vody několik menších vodních toků, v jižní části do řeky Doubravy, v severní do Podolského potoka a následně do řeky Labe.

#### Vodní toky
- Habřinka, levostranný přítok Podolského potoka, pramení v lokalitě „Habřiny", severo-severozápadně od vrcholu Prachovického kopce, katastr Míčov.
- Lovětínský potok, pravostranný přítok Doubravy, prameniště v lokalitě „Utopenec“ s malým rybníkem, katastr Zbyslavec.
- Počátecký potok, levostranný přítok Zlatého potoka, prameniště jihozápadně od vrcholu Bučina (533,7 m n. m.), nedaleko silnice II/340 na katastru Seč, Kameničská vrchovina.
- Zlatý potok, pravostranný přítok Doubravy, prameniště severovýchodně od vrcholu Pod bučinou (541,7 m n. m.), katastr Seč, Kameničská vrchovina.

#### Zajímavost Počáteckého a Zlatého potoka
Počátecký a Zlatý potok je příkladem tzv. „pirátství vodního toku". Korytem dnešního Počáteckého potoka (a následně Zlatého) protékala řeka ve směru JV – SZ známá dnes jako Chrudimka. V důsledku od třetihor probíhajícího úklonu železnohorské kry k severovýchodu „načepoval" řeku počátkem čtvrtohor jiný vodní tok stékající ve směru JZ – SV, v současné hydrogeografické ose Chrudimky od vodní nádrže Seč k údolní nádrži Křižanovice I. V místě „náčepního lokte“ vznikl výrazný ohyb patrný ve vodní nádrži Seč v jejím průběhu pod zříceninou hradu Oheb. Řeka Chrudimka na základě probíhajících změn v georeliéfu změnila směr svého toku, který byl původně pravostranným přítokem řeky (dnes Doubravy) v místě, kde do ní vtéká Zlatý potok.

#### Rybníky
Mezi větší vodní nádrže patří:
- Dolní Peklo (katastr Starý Dvůr, průtočný Počáteckým potokem a Zlatým potokem).
- Horní Peklo (katastr Kraskov, průtočný Zlatým potokem).
- Lovětínský rybník (katastr Rudov, průtočný Lovětínským potokem, soukromý rybářský revír).

### Výškové body
Vrcholy s výškovými body leží po obvodu Podhradské kotliny, na rozhraní se sousedními geomorfologickými jednotkami.
- Honzíkův vrch (508,1 m n. m.), katastr Jetonice, na rozhraní s Chvaletickou pahorkatinou.
- Kobylí hlava (469,60 m n. m.), katastr Podhradí v Železných horách.
- Světlík (504 m n. m., pomístní jméno kopce se zříceninou hradu Lichnice), katastr Podhradí v Železných horách, rozhledové místo na velkou část Podhradské kotliny.[10]
- Prachovický kopec (484,8 m n. m., nejvyšší bod Podhradské kotliny), katastr Prachovice.

## Národní geopark Železné hory
Národní geopark Železné hory prezentuje geologickou historii, také v oblasti Podhradské kotliny. Pro účely geoturistiky je v areálu zříceniny hradu Lichnice vybudováno bezobslužné informační stanoviště o lokalitách Železných hor s ukázkami hornin a jejich popisky. Místo je dostupné z turistických tras v Podhradí.

## Ochrana přírody a krajiny
Ochrana přírody a krajiny je v Podhradské kotlině realizovaná na vymezených lokalitách zvláště chráněného území ve smyslu Zákona č. 114/1992 Sb., o ochraně přírody a krajiny.

### Chráněná krajinná oblast Železné hory
Na části rozlohy je Podhradská kotlina součástí Chráněné krajinné oblasti Železné hory (kód ÚSOP 65) s přírodně zajímavými místy v širším okolí Podhradí. Krajinářsky cenné jsou lokality s květnatými bučinami a suťovými lesy, zbytky původní přírody na území evropsky významné lokality Lichnice – Kaňkovy hory, národní přírodní rezervace Lichnice a na okraji kotliny na území národní přírodní památky Kaňkovy hory.
Původně státní přírodní rezervace Lichnice byla poprvé vyhlášena v roce 1955 v bývalém Československu. Ve spojení s částí železnohorského hřebenu se zeměpisným názvem Kaňkovy hory a stejnojmennou přírodní rezervací byla 1. června 1992 vytvořena národní přírodní rezervace Lichnice – Kaňkovy hory na území o rozloze 374 ha, dnes přibližně odpovídající rozsahem evropsky významné lokalitě vyhlášené v roce 2005 pod stejnojmenným názvem. Předmětem ochrany byly lesní ekosystémy a geomorfologické jevy západního hřebene Železných hor, bučiny, suťové lesy, reliktní bory na výchozech skal, s bohatým společenstvem hmyzu, přes 100 druhů obratlovců a s více než 400 druhy rostlin.
V lednu 2016 byla v oblasti železnohorského hřebenu zřízena tzv. maloplošná a územně samostatná národní přírodní památka Kaňkovy hory a v lednu 2017 územně samostatná národní přírodní rezervace Lichnice. Výnos Ministerstva kultury ČSR č. 65 968/54 o zřízení státní přírodní rezervace Lichnice byl zrušen dnem 15. ledna 2017 v gesci Ministerstva životního prostředí ČR (Vyhláška č. 6/2017 Sb.).

### Evropsky významná lokalita
Lichnice - Kaňkovy hory (kód ÚSOP 2967) je název evropsky významné lokality vyhlášené dne 15. dubna 2005 na rozsáhlé ploše o celkové rozloze 451,2 ha v katastrálním území Dolní Počátky, Javorka, Kubíkovy Duby, Lhůty, Podhradí v Železných horách, Ronov nad Doubravou, Rudov, Starý Dvůr, Třemošnice nad Doubravou, Závratec, Zbyslavec a Žlebské Chvalovice, pouze část leží v Podhradské kotlině. Předmětem ochrany jsou panonské skalní trávníky (Stipo-Festucetalia pallentis), chasmofytická vegetace silikátových skalnatých svahů, bučiny asociace „Luzulo-Fagetum“ a „Asperulo-Fagetum", lesy svazu „Tilio-Acerion“ na svazích, sutích a v roklích kontinentální biogeografické oblasti.

### Národní přírodní rezervace
Lichnice je název národní přírodní rezervace vyhlášené Ministerstvem životního prostředí ČR dne 2. ledna 2017 (Vyhláška č. 4/2017) v katastrálních územích Dolní Počátky, Lhůty, Podhradí v Železných horách, Rudov, Starý Dvůr, Třemošnice nad Doubravou, Závratec. Velká část plochy je součástí Podhradské kotliny se dvěma geomorfologickými útvary kaňonovitých údolí rokle Hedvikovské (též s názvy Pekelská nebo Hedvičino údolí) a Lovětínské, obě s kamenitými koryty potoků (Zlatý, Lovětínský). Předmětem ochrany jsou přirozené lesní ekosystémy bučin, suťových lesů, suchých borů a mokřadních olšin, skalních a travinných ekosystémů skal a drolin, suchých trávníků a vodních ekosystémů makrofytní vegetace vodních toků ve dvou samostatných lokalitách a s ochranným pásmem kolem Lovětínského potoka u Rudova a nad pravostranným přítokem Zlatého potoka, bezejmenné vodoteče u Starého Dvora.

### Národní přírodní památka
Kaňkovy hory (kód ÚSOP 211 ) je název národní přírodní památky vyhlášené Ministerstvem životního prostředí ČR dne 14. 1. 2016 v katastrálním území Dolní Počátky, Počátky Horní, Javorka, Kubíkovy Duby a Třemošnice nad Doubravou. Předmětem ochrany je přírodní útvar s výskytem lesních ekosystémů bučin, suťových lesů, mokřadních olšin a lužních lesů, biotopu společenstva hnízdících lesních ptáků, též holub doupňák (Columba oenas) a lejsek malý (Ficedula parva) a vzácného a ohroženého čolka horského (Ichthyosaura alpestris, též Triturus alpestris). Do Podhradské kotliny zasahuje pouze okrajem v Horních Počátkách nad levým břehem Počáteckého potoka, úpatí části hřebene Železných hor zde tvoří rozhraní s geomorfologickým okrskem Kameničská vrchovina.

### Památný strom
Žižkův dub (kód ÚSOP 101606) je název památného stromu, dub letní (Quercus robur) náleží mezi nejvýznamnější památné stromy, výška cca 21 m, obvod kmene 923 cm, stáří odhadem 750 let, symbolický název odvozen od dvou výprav husitů k dobytí hradu, podle historických pramenů se Jan Žižka výprav nezúčastnil. Předpokládá se, že strom byl vysazen u brány vnějšího opevnění hradu Lichtenburk (Lichnice), na jeho kmeni tabulka umístěná v minulosti ČSOP s textem: „Přes 600 let tu stojím u staré hradní cesty. Viděl jsem hrad stavěti, jeho slávu, obléhání, zánik. Kéž bych se dočkal šťastných dnů příštích věků.“

## Kulturní krajina

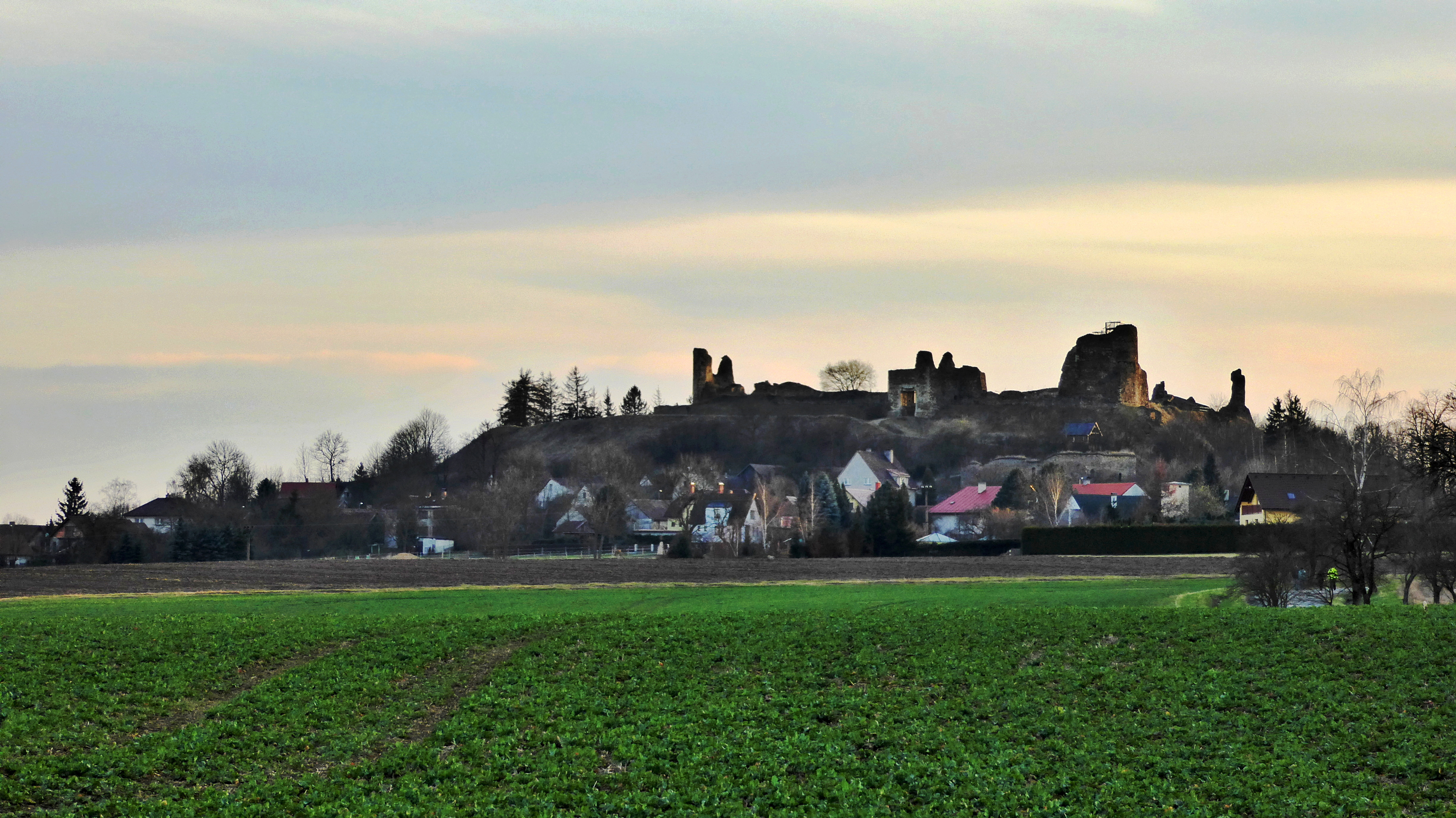
Lichnice, hradní zřícenina – dominanta Podhradské kotliny, původně hrad ze 13. století významně spojen s osidlováním krajiny, pod zbytky zříceniny sídelní lokalita Podhradí v Železných horách

Kulturní krajina je spojena s osídlováním a vnitřní kolonizací Železných hor a od 13. století také s hradem Lichnice a jeho majiteli, tehdy pány z Lichtenburka. Původně osada „pod hradem“ se postupně konstituovala do podoby obce Podhradí, dnes části Třemošnice. K lichtenburskému panství náležely také původně osady Kraskov a Počátky (dnes části města Seč), Rudov a Zbyslavec (dnes části obce Míčov-Sušice).

### Obce a pamětihodnosti
Mezi obce a památky, včetně tzv. místního významu a v krajině dominantní stavby a lokality, které dotvářejí krajinný ráz Podhradské kotliny a jejího bezprostředního okolí, náležejí:
- Kraskov, část města Seč s významnou geologickou lokalitou;[9] pozůstatky po dolování železné rudy v okolí Zlatého potoka, rekreační oblast s rybníkem Horní Peklo.

- Míčov-Sušice, v části obce Míčov; novogotický kostel sv. Matouše, původně dominanta nad Podhradskou kotlinou, dnes zastíněna vzrostlými stromy, místem procházela obchodní stezka propojující zemské stezky Trstenickou a Libickou, u silnice před obcí částečně rozhledové místo do Podhradské kotliny od severu.
- Podhradí, část města Třemošnice; původně zástavba v podhradí Lichtenburku (dnes Lichnice) obyvatel spojených řemesly a zemědělstvím s lichtenberským panstvím[20], dnes typem sídla vesnice pod hradní zříceninou na kopci s pomístním názvem Světlík (504,0 m n. m., v úrovni původně hradního nádvoří).[2]
- Třemošnice, město na úpatí Železných hor, na rozhraní se Středolabskou tabulí; po vyhoření hradu Lichnice v roce 1610 přeneseno sídlo panství do nově vybudované tvrze na místě dnešního zámečku z roku 1750 (nedokončen), na stavbě západního křídla s kaplí se pravděpodobně podílel Jan Blažej Santini-Aichel (1677–1723), v roce 1816 založeny železárny Hedvikov, v roce 1882 propojena železniční tratí (dnes trať 236 Čáslav – Třemošnice) s využitím drážního telefonu poprvé v českých zemích (17. 10. 1882), kulturní (technická) památka „Berlova vápenka“ v Závratci (též Vápenka Závratec) z roku 1870-1880 spojená s lomem v Prachovicích visutou nákladní lanovkou pro dopravu vápence 5 km dlouhou, v roce 1960 její provoz ukončen, od roku 2010 „Muzeum vápenictví“ a od něho vedena naučná stezka „Historie vápenictví“ do Podhradské kotliny.[21]
- Zbyslavec, část obce Míčov-Sušice; původně zemědělská osada, z roku 1702 pochází stavba zvoničky, v 18. století také s poplužním dvorem na panství v majetku Jana Václava, hraběte z Carreto – Millessimo.[22]

### Lichnice - dominanta krajinné oblasti
Původně hrad s názvem Lichtenburk, dnes Lichnice, zřícenina hradu postaveného kolem roku 1250, pravděpodobně Smilem ze Žitavy, příslušníkem panského rodu Ronovců, od roku 1251 se psal s přídomkem z Lichtenburka (zakladatel rodu Smil Světlický, též Světlík nebo z Tuháně). Jiné historické prameny uvádí, že hrad nechal postavit král Václav I. a na hradě působili jako královští purkrabí Lichtenburkové, kterým se stal hlavním rodovým sídlem. V českém prostředí měl název hradu postupně získat jméno Lichnice.  
Gotickou podobu hradu s trojúhelníkovým půdorysem dokládají architektonické nálezy (zbytky kamenného ostění) při úpravách hradní zříceniny. Lichtenburkové panství zadlužili a ve 14. století postoupili králi Janu Lucemburskému. V roce 1350 hrad zařadil Karel IV. svým rozhodnutím v rámci tzv. zemského zákoníku, později nazvaného „Majestas Carolina“ (též Codex Carolinus), mezi královský majetek, který nesměl být zcizen a zastavován, v roce 1370 se na hradě také zdržoval.
V roce 1421 se hrad dostal do rukou husitů, kteří jej darovali Hynku Krušinovi I. z Lichtenburka. V roce 1428 jej obléhali tzv. sirotci a vybudovali kolem hradu fortifikační systém terénních valů, které se staly výraznou antropogenní stopou vojenského charakteru v krajině Podhradské kotliny. Dnes je vyvýšenina rozhledovým místem především do oblasti kotliny a na vrcholy Železných hor. 
Důležitou roli sehrála vojenská posádka hradu v době vlády Jiřího z Poděbrad při obklíčení vojsk Matyáše Korvína v roce 1469 pro vyhlášení příměří. V roce 1610 hrad vyhořel a postupně upadal, majitel Zikmund Robmháp se usadil na tvrzi (později zámku) v nedaleké Třemošnici. Neobydlené hrady po ukončení tzv. třicetileté války nechal Ferdinand III. Habsburský pobořit, v roce 1649 též Lichnici. V roce 1747 bylo panství se zříceninou hradu prodáno Janu Václavu, hraběti z Caretto – Millesimo na Měšicích. V průběhu 18. a 19. století se staly zbytky hradu zdrojem stavebního materiálu pro obyvatelstvo z okolí.
V roce 1932 přešla hradní zřícenina z majetku tzv. Millesimovské nadace na tehdejší Klub československých turistů, který ho spravoval do roku 1950 a zajistil částečné konzervátorské a badatelské práce k zachování zbytků hradu.  Ve 2. polovině 20. století převzal zříceninu stát, později byl objekt uzavřen a po nutných opravách znovu v roce 1991 otevřen veřejnosti. Původně fortifikační valy kolem hradní zříceniny se staly součástí evropsky významné lokality „Lichnice - Kaňkovy hory“. 
O zříceninu hradu pečuje Město Třemošnice, v roce 2014 – 2016 nechalo vybudovat v areálu výhledové místo. U střepu severní věže hradu byla postavena a 14. dubna 2017 zpřístupněna veřejnosti rozhledna Milada. Ve výhledu jsou především lokality Podhradské kotliny a vrcholy Železných hor (Chvaletické pahorkatiny a Kameničské vrchoviny). Rozhledové místo nabízí také pohled do Ronovské tabule (též kotliny) a Žehušické kotliny (Čáslavská kotlina Středolabské tabule), Golčojeníkovské pahorkatiny Kutnohorské plošiny a dalších míst Hornosázavské pahorkatiny, při dobré viditelnosti i na vzdálenější krajinné oblasti.

## Turistika
Turisticky bohatá oblast s významnými geologickými lokalitami, geomorfologickými útvary (soutěsky) a přírodními zajímavostmi Železných hor. Turistům je k dispozici informační centrum města Třemošnice.
Podhradská kotlina je uvedena na turistické mapě Železné hory vydané v edici Klubu českých turistů (měřítko 1:50 000, mapový list č. 45), značené turistické trasy jsou dostupné také on-line.

### Turistické trasy
Červeně značené:
- Rudov – Podhradí – Třemošnice – Hedvikov – rozc. Na Peklem; od vrcholu Krkanky (nejvyšší bod Chvaletické pahorkatiny) do Podhradí se zříceninou hradu Lichnice a ke Zlatému potoku v dolní části Hedvikovského údolí. Zajímavosti: Lovětínská studánka, Dívčí kámen (rulový skalní útes s vyhlídkou), zřícenina hradu Lichnice (rozhledové místo, historie krajiny, informační místo Národního geoparku Železné hory), Žižkův dub (památný strom), vodní pramen „Pod Lichnicí“ a studánka „Pod Žižkovým dubem“.[3]
- Peklo u Hedvikova – Starý Dvůr – Skoranov – Prachovický kopec; z hlubokého údolí od Zlatého potoka severní částí Hedvikovské rokle do svahů Prachovického kopce. Zajímavosti: část naučné stezky „Krajem Železných hor“, kaplička (Skoranov), rozhledová místa na svahu Prachovického kopce (nejvyšší bod Podhradské kotliny).[3]

 Zeleně značené:
- Podhradí – Míčov; kolem Lovětínského rybníka do severních svahů nad Podhradskou kotlinou. Zajímavosti: část naučné stezky „Historie vápenictví“ v oblasti Třemošnice, Prachovic a Vápenného Podola.[3]
- Třemošnice – Hedvikov – údolí Zlatého potoka – Kraskov – svahy vrcholu Bučina (606 m n. m.); z Třemošnice hlubokým Hedvikovským údolím s balvanitým korytem Zlatého potoka, východní částí rokle k rybníkům Dolní- a Horní Peklo. Zajímavosti: část naučné stezky „Krajem Železných hor“, sousoší Slévači (Hedvikov), koryto Zlatého potoka (v geologické minulosti jím tekla řeka, dnes známá jako Chrudimka), studánky „U mlýna“ a „Pod dubem“, rybníky Dolní- a Horní Peklo, kaplička (Kraskov), zalesněné svahy vrcholu Bučina (606 m n. m., černá břidlice a siltovce ordoviku, významný bod protáhlého hřbetu Železných hor[1]).[3]

 Žlutě značené:
- Nad Peklem (rozc.) – Peklo u Kraskova – Horní Počátky; hydrogeologickou lokalitou s rybníky Dolní Peklo a Počáteckým potokem.[3]
- Míčov – Zbyslavec; severním okrajem Podhradské kotliny s částečně rozhledovým místem u Míčova, u Zbyslavce prameny Lovětínského potoka a Kurvice, též místo pro paragliding.[3]

### Naučné stezky
- Historie vápenictví; část Lovětínská rokle (podél Lovětínského potoku) – Prachovice. Zastávky k historii těžby a zpracování vápence (oblast Třemošnice, Prachovice, Vápenný Podol), v části soutěsky cca 1,5 km dlouhé Lovětínský potok s peřejemi, skalními výstupy a suťovými srázy, stezka vychází od Berlovy vápenky s muzeem v Závratci[10], celková trasa cca 31,9 km.[25]
- Krajem Železných hor; část Podhradí – Kraskov. Vlastivědná stezka Železnými horami, vznik v roce 1986, vychází ze Seče s cílem v Ronově nad Doubravou, též nazývaná „Krajem malířů“, 15 zastávek na celkové trase 22 km.[10]
- Lichnice – Kaňkovy hory; část Peklo u Hedvikova – Kraskov – Nad Peklem (rozc.). Zřizovatel Lesy České republiky, lesní trasa evropsky významnou lokalitou „Lichnice - Kaňkovy hory“, vychází od zámku v Třemošnici s cílem u Zlatého potoka pod Kraskovem, bučiny a suťové lesy, část ponechána samovolnému vývoji, 7 zastávek na celkové trase 3,2 km.[26]

### Rozhledna
- Rozhledna Milada, též Lichnice v areálu zříceniny hradu, Podhradí v Železných horách

## Dopravní cesty
Podhradskou kotlinou je vedena silnice II/337 (úsek Závratec – Kraskov – Seč), na kterou navazují pozemní komunikace severním a jižním směrem. Nejbližší železniční trať je č. 236 (Čáslav – Třemošnice) s koncovou stanicí v Třemošnici.

### Silnice
Na silnici II/337 navazují v oblasti Podhradské kotliny pozemní komunikace ve směru:
- Horní Počátky (silnice III/33753), odbočka v úseku Kraskov – Starý Dvůr.
- Prachovice (silnice III/33748), odbočka ve Starém Dvoře, na trase odbočka Skoranov (silnice III/33752).
- Podhradí – Jetonice (silnice III/33742), odbočka v úseku Starý Dvůr - Závratec, na trase odbočky Rudov (silnice 33747), Zbyslavec (silnice 33746), Míčov (silnice 33749).